# María Dolores Andreo Maurandi
María Dolores Andreo Maurandi (Alhama, Murcia, 15 de abril de 1934-12 de junio de 2006)  fue una pintora y poeta española. Conocida internacionalmente, su obra pictórica se encuentra en diferentes museos, entre ellos, el Museo de Arte Contemporáneo de Madrid, Museo de Arte Contemporáneo de Barcelona y en el Museo de Arte Contemporáneo de Skopie (Macedonia). Publicó , junto a otras 10 poetas, un poemario colectivo que está además ilustrado por ella:  Brújulas brujas..

## Biografía
María Dolores Andreo Maurandi nació en Alhama, Murcia, en 1934. Hija de Dolores Maurandi y Andrés Andreo, creció en su pueblo natal, donde estudió la carrera de Magisterio. Tras completar estos estudios en 1957, con 23 años, se trasladó a Madrid, donde se estableció, decidida a seguir estudiando y vivir de la pintura. En esta ciudad se formó artísticamente en dibujo, desnudo y litografía. Fue alumna de Eduardo Peña y del griego Dimitri Papagueorguius. En 1965 presentó sus obras en exposiciones colectivas y en 1965 realizó la primera gran exposición y acudió a Bienales extranjeras. Más tarde completó sus estudios en Italia y París, becada por la Fundación March (1965) en el primer caso y por el Ministerio de Asuntos Exteriores (1966) en el segundo. No obstante de este periplo, Andreo Maurandi reconoce en sus raíces murcianas y mediterráneas en general, una de sus principales fuentes de inspiración.
A partir de aquí, Andreo empezó a ser conocida internacionalmente, realizando numerosas exposiciones individuales a lo largo del mundo, en las ciudades de Madrid, Murcia, Huesca, Buenos Aires, Barcelona, Skopie, Asís, São Paulo, París, Liubliana, La Haya, Múnich o Montecarlo. En 1964 recibió la Segunda Medalla de Plata del II Salón Nacional de Pintura de Murcia.
En 1979 publicó su único libro de poesía Ni una palabra mas, que fue presentado en el Ateneo de La Laguna (Canarias). Si bien, en 1995 colaboró como ilustradora en la obra colectiva Brújulas brujas, realizada en diferentes lenguas del territorio español.
En el año 2000 fue nombrada hija predilecta por el Ayuntamiento de Alhama. Falleció en su tierra natal el 13 de junio de 2006. El Ayuntamiento decretó un día de luto y las banderas de la localidad ondearon a media asta.

## Obra y estilo artístico
La pintura de María Dolores Andreo Maurandi es difícil de clasificar, si bien con frecuencia se asocia a un expresionismo abstracto. Entre otros, su obra pertenece a los fondos del Museo Español de Arte Contemporáneo de Madrid, el Museo de Arte Contemporáneo de Barcelona, el Museo de Grabado de Buenos Aires, el Museo de Arte de Asís, el Museo de Alto Aragón (Huesca), el Museo de Bellas Artes de Badajoz y en el Museo de Arte Contemporáneo de Skopie (Macedonia).